# ქ
Das K̕ar (ქ) ist der 22. Buchstabe des georgischen Alphabets. Der Buchstabe stellt den Laut [kʰ] dar und wird im Deutschen mit dem Buchstaben K transkribiert.
Heute wird im Mchedruli-Alphabet nur noch das ქ verwendet. Im historischen Chutsuri-Alphabet gab es noch den Großbuchstaben Ⴕ; das kleingeschriebene Pendant dazu war das ⴕ.
Es war dem Zahlenwert 600 zugeordnet.

## Zeichenkodierung
Das K̕ar ist in Unicode an den Codepunkten U+10E5 (Mchedruli) bzw. U+10B5 (Chutsuri-Großbuchstabe) und U+2D15 (Chutsuri-Kleinbuchstabe) zu finden.